# Opistognathus fossoris
Opistognathus fossoris är en fiskart som beskrevs av Bussing och Lavenberg 2003. Opistognathus fossoris ingår i släktet Opistognathus och familjen Opistognathidae. IUCN kategoriserar arten globalt som livskraftig. Inga underarter finns listade i Catalogue of Life.